# Керолайн Полачек
Керолайн Елізабет Полачек (нар. 20 червня 1985) — американська співачка та авторка пісень. Була співзасновницею інді-поп-гурту Chairlift під час навчання в Університеті Колорадо. Дует з'явився на сцені Брукліну кінця 2000-х років з хітом «Bruises».
Під час перебування в групі працювала над сольними проєктами Ramona Lisa і CEP, перш ніж розпочати кар'єру під своїм ім'ям, після розпаду Chairlift у 2017 році. Її дебютний студійний альбом Pang (2019) створений у співпраці з продюсером Danny L Harle й отримав схвалення критики.
Полачек активно співпрацювала з іншими виконавцями — Blood Orange, Fischerspooner, Sbtrkt, Charli XCX та британським музичним колективом PC Music, а також написала матеріали для Бейонсе («No Angel») і Тревіса Скотта.

## Ранні роки
Полачек народилася на Мангеттені, Нью-Йорк, 20 червня 1985 року у сім'ї Джеймса Монтела Полачека, аналітика фінансових ринків і класичного музиканта, та Елізабет Аллан. Родина переїхала до Токіо, Японія, де вона жила до шести років, а пізніше оселилася в Гринвічі, штат Коннектикут, де Полачек почала співати в хорі в третьому класі. Грала на синтезаторі з раннього віку. Батьки розлучилися в 1994 році.
Полачек розповідає, що раннє знайомство з традиційними японськими піснями та темами аніме вплинуло на її музичну освіту. Також вона їздила верхи: «З цього я багато дізналася про ритм і голос. Мовляв, ти не завжди повністю контролюєш свій інструмент. Треба довіряти йому, ти повинен дати йому простір, ви повинні знати, коли штовхати, давати йому повітря».
У підлітковому віці Полачек почала їздити до Нью-Йорка, щоб відвідувати концерти, які являли собою суміш постхардкорного емо, DIY-панку та джаз-шоу. Одного разу Майк Паттон, вокаліст Faith No More, особисто провів її на шоу на трикотажній фабриці, коли її фальшиве посвідчення було відхилено. Полачек грала в кількох групах у середній школі та коледжі.

## Кар'єра
Музичний стиль Полачек описується переважно як альтернативна попмузика, а також артпоп, інді-поп, експериментальний поп. Полачек згадує Енію як музикантку, яка вплинула на неї у ранньому віці. На запитання з інтерв'ю про перший вплив вона відповідає: «Напевно, Енія. Мої батьки розлучилися, коли я була дуже маленькою, і я була дуже гіперактивною дитиною, тому обидва батьки окремо грали Енію вдома, щоб заспокоїти мене».

### Chairlift
Полачек заснувала гурт Chairlift з музикантом Аароном Пфенінгом, познайомившись з ним на другому курсі Університету Колорадо. Вони переїхали до Нью-Йорка, де Полачек вивчала мистецтво в Нью-Йоркському університеті, і до них приєднався Патрік Вімберлі на початку 2007 року, коли група випустила перший EP під назвою Daylight Savings, а потім — дебютний альбом Does You Inspire You.
Полачек і Вімберлі разом із продюсерами Деном Кері та Аланом Моулдером написали та продюсували повноформатний альбом Something у 2012 році. Крім того, вона зняла музичні кліпи, зокрема «Amanaemonesia» та «I Belong in Your Arms».
У грудні 2016 року Chairlift оголосили, що розпадаються, а останній тур відбудеться навесні 2017 року.

### Сольні роботи
Полачек почала виконувати сети під псевдонімом Ramona Lisa у 2013 році. Назва походить від колишнього псевдоніма Полачек, який використовувався у Facebook. У лютому 2014 року вона оголосила про дебютний альбом Ramona Lisa під назвою Arcadia. Полачек описала альбом як «пастирську електронну музику».
Полачек почала писати альбом у художньої резиденції на Віллі Медічі в Римі, Італія. В інтерв'ю Pitchfork вона розказала, як Рим надихнув її: «Коли я дивилася у вікно в Римі, я хотіла, щоб цей тип електронної музики був таким же органічним, як те, що я бачу. Не думаю, що жоден з інструментів, які я використовую, є особливо новими — багато інструментів MIDI існують вже 15 років, — але композиції роблять їх менш електронним, більш таємничим». Запис було створено повністю на ноутбуці Полачек без інструментів чи зовнішніх мікрофонів, за винятком польових записів звуків, які вона чула у своєму оточенні. Вона співала прямо у вбудований мікрофон комп'ютера, використовуючи готельні шафи, тихі ворота аеропорту та вільні гардеробні під час світового турне Chairlift. Обкладинку альбому зняв нью-йоркський фотограф Тім Барбер.
У січні 2017 року Полачек випустила другий сольний альбом Drawing the Target Around the Arrow під своїми ініціалами CEP. Полачек мала виступити на Moogfest 2018, але відмовилася від участі у грудні 2017 року, коли фестиваль оголосив список жінок-виконавців, які виступали того року, попри те, що в складі фестивалю були переважно чоловіки. Вона опублікувала заяву у Твіттері: «Це говорить не про артистів чи їх музику, а про політику фестивалю та PR. Робити це без дозволу артистів є експлуататорським і непрофесійним», додавши «Moogfest, як і всі інші фестивалі, просто зобов'язані позиціювати інклюзивність як звичайну».
У червні 2019 року Полачек випустила дебютний сингл під повним іменем «Door». У пресрелізі для синглу Полачек оголосила, що сингл став початком нового проєкту, створеного переважно у співпраці з учасником PC Music Денні Л. Харле. Пізніше в липні Полачек випустила два сингли з проєкту під назвою «Ocean of Tears» і «Parachute» і почала записувати майбутній альбом Pang, який вийшов 18 жовтня. Альбом отримав схвалення критиків і потрапив у списки багатьох критиків наприкінці року. Альбом реміксів під назвою Standing at the Gate: Remix Collection вийшов на вінілі 16 квітня 2021 року. Під час просування Полачек випустила п'ять реміксів альбому як сингли, а також кавер на «Breathless» The Corrs.
14 липня 2021 року Полачек випустила сингл «Bunny Is a Rider», ще одну спільну роботу з Харле; вона розповіла журналу Crack, що пісня є частиною майбутнього проєкту. У грудні Pitchfork поставив «Bunny Is a Rider» на перше місце в списку «100 найкращих пісень 2021 року». 9 лютого 2022 року Полачек випустила сингл «Billions».

### Колаборації
У 2008 році Полачек сформувала хор Girl Crisis з 12 іншими співачками, включаючи учасниць Au Revoir Simone і Class Actress. Модульна група аранжувала та записувала два кавери на рік з 2008 по 2013 рік, включаючи пісні Black Sabbath, Nirvana, Леонарда Коена, The Bangles та Ace of Base.
У 2010 році Полачек приєдналася до Хорхе Ельбрехта з бруклінського гурту Violens, щоб записати «sgin» Джастіна Бібера «Never Let You Go»: «Ми зайшли на YouTube, щоб знайти відео найпопулярніших хітів, і натрапили на „Never Let You Go“. Далі ми створили те, що ми називаємо „sgin“ (анаграма слова „співати“) — оригінальну пісню, написану спеціально для синхронізації з чужим відео без звуку». Того ж року вона записала дует з Violens, «Violent Sensation Descends (French Duet Version)». Пізніше зняла кліп на пісню гурту «It Couldn't Be Perceived» у 2011 році. Згодом знову співпрацювала з Ельбрехтом над EP Gloss Coma 001 у 2013 році, який включає сингл «I.V. Aided Dreams».
У 2012 році Полачек виступила в пісні «Everything Is Poiled by Use» Ice Choir, сольному проєкті Курта Фельдмана з Pains of Being Pure at Heart; також зняла та змонтувала музичне відео на пісню. Полачек співпрацювала з Blood Orange над треками «Chamakay» у 2013 році та «Holy Will» у 2018 році. У 2013 році вона була співавтором і співпродюсером «No Angel», який був представлений у п'ятому студійному альбомі Бейонсе, схваленому критиками. Завдяки її продюсерській та інженерній роботі над піснею, Бейонсе була номінована на Ґреммі за альбом року на 57-й церемонії.
Полачек пов'язує себе зі сценою PC Music, починаючи з її ролі на синглу Денні Л. Харле «Ashes of Love» у 2016 році. У 2017 році вона з'явилася у двох піснях з мікстейпу Charli XCX Pop 2: як виконавиця на «Tears» і як бек-вокалістка на «Delicious», в останньому з яких виступає Томмі Кеш. У 2018 році Полачек виступила у версії традиційної польської пісні «Był sobie król», випущеного на дебютному альбомі Felicita Hej!. У 2019 році Полачек разом із Юнгом Джейком була автором пісень на синглі «RIP Harambe», випущеному підприємцем Ілоном Маском, про горилу, убиту в полоні у 2016 році.
У 2020 році Полачек знялася в «La vita nuova» Christine and the Queens і з'явилася у короткометражному фільмі про однойменний EP. Пізніше на пісню зробили ремікси різні продюсери, пов'язані з PC Music, включаючи A. G. Cook і Easyfun. 4 листопада 2021 року Charli XCX випустила «New Shapes» за участю Christine and the Queens і Полачек як другий сингл з альбому Crash.
У вересні 2021 року Полачек була оголошена одним із музикантів на розігріві в турі Future Nostalgia Tour Дуи Ліпи.

### Інші музичні проєкти
На початку 2014 року Полачек написала і випустила інструментальні партитури для дизайнерів Проензи Шулер і Тесс Гіберсон, представлені на показах і в рекламних відео. У квітні 2014 року Полачек записала музику для живого виступу художників Індії Менуес та Хейдена Данема в галереї SIGNAL у Брукліні. У жовтні 2014 року Полачек записала балетний кліп «HappyOkay» режисера Елени Параско, спродюсований House of Makers і Last Hour. Постановку поставив Пітер Луенг з Голландського національного балету, найбільшої танцювальної трупи Нідерландів, і виконав Гаррісон Болл з Міського балету Нью-Йорку.

## Дискографія

### Студійні альбоми
- Arcadia (2014) як Ramona Lisa
- Drawing the Target Around the Arrow (2017) як CEP
- Pang (2019)

### Інструментальні альбоми
- Pang (Instrumental) (2020)

### Ремікс альбоми
- Standing at the Gate: Remix Collection (2021)

### EP
- Dominic (як Ramona Lisa) (2014)
- Piano Versions (як Ramona Lisa) (2015)